# AB Volvo
AB Volvo, también conocida como Volvo Group, es una empresa fabricante de vehículos industriales, incluyendo camiones, autobuses y equipamiento de construcción. Fue fundada en 1927 con sede en Gotemburgo, Suecia, por el ingeniero Gustav Larson y el economista Assar Gabrielsson.

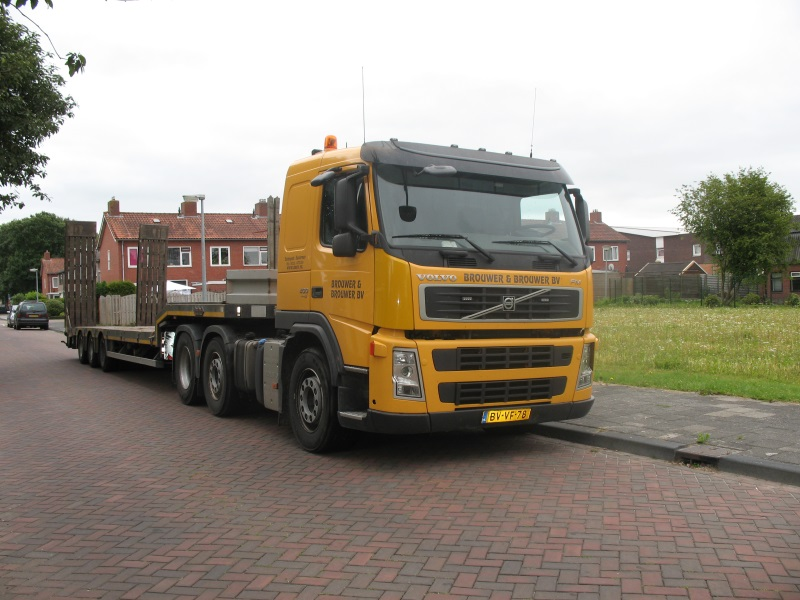
2009 Volvo FM13 400

Fabricó autos hasta 1999, cuando vendió su filial Volvo Car Corporation a Ford Motor Company. Esta empresa, a su vez, la vendió en 2010 a Geely Automobile, de China.
En latín, Volvo significa "yo ruedo". El emblema de la marca, el círculo y la flecha, es el símbolo del acero de los antiguos alquimistas y no representa el símbolo de lo masculino como muchos creen erróneamente. 
En los camiones destacan los actuales Volvo FH, FM, FMX, FL, FE, FH16 dejando relegados a los antiguos FH12, FM12, FL6, FL7, FL10, FM, TD6, TD10. En autocares y autobuses Volvo B12B, B9R, y B7R dejando relegados los B12, y B10. En la actualidad el motor del Volvo FH es un 13 litros con potencias de 420 a 540 CV.

## Historia
1924: Fue el 25 de julio de este año cuando Assar Gabrielsson y Gustaf Larson se encontraron en un restaurante de Estocolmo, el Sturehof. Luego de un par de horas de disfrutar de un buen plato de cangrejo, ambos entusiastas de los automóviles hablan "cocinado" una idea que posteriormente se conocería como Volvo.
1925: Se completan los dibujos del primer automóvil Volvo, cuyo significado en latín supone “yo ruedo”, comenzó a ser una fábrica hecha y derecha el 14 de abril de 1927 cuando su primer auto, el OV4 (Jacob), salió de la línea de ensamble
1929: Se introduce el primer Volvo de seis cilindros, el PV 651.
1930: En los años 30, hubo una fuerte inspiración en Volvo por parte de ingenieros suecos que estuvieron trabajando en Estados Unidos, donde aprendieron del diseño y tecnología propios de América del Norte.
1935: Fue Lanzado el PV36. Este auto tenía una línea audaz e innovadora e incorporaba un sistema de suspensión independiente para cada rueda. El "Carioca" es hoy uno de los clásicos de Volvo.
1940: EI PV800 se ganó fama y reconocimiento entre taxistas de los años 40, pues su interior amplio y cómodo era ideal para desempeñar su labor. También era utilizado para llevar al hospital a mujeres que estaban a punto de dar a luz.
EI tradicional diseño Volvo se originó con el modelo PV444. Este era un auto que transmitía seguridad, era más pequeño que sus competidores estadounidenses, pero más grande y dinámico que los europeos.
Por otra parte, el PV444 tenía potencia suficiente para ser llamado el "deportivo familiar". También se convirtió en el favorito de muchos corredores de autos. El éxito del PV444 en carreras y rallys se repitió en los 80's con el Volvo 240 Turbo en Europa, y en los 90's con el Volvo S40 Racing en el Reino Unido.
1950: En los años 50 los italianos dictaban las reglas a seguir en cuanto a diseño se refiere. Conscientes de la importancia del diseño, Volvo Car Corporation designó a un jefe de diseño por primera vez. Fue Jan Wilsgaard, quien combinó la inspiración italiana con la funcionalidad sueca y así nació el P120. En 1953, con mil 500 chasis PV444 por utilizar, Volvo decidió crear un nuevo concepto: el Duett.
Desde que se crearon, las vagonetas suecas han llegado en gran número a Estados Unidos, importante mercado en el que incluso se han convertido en un punto de referencia dentro de su segmento. "Forma y funcionalidad", al estilo sueco, son dos valores que acompañan a las vagonetas Volvo, que por otra parte son creadas para funcionar en cualquier época del año, desde los duros, largos y fríos inviernos suecos, hasta sus apacibles épocas veraniegas. En la actualidad, se han fabricado y vendido casi cuatro millones de coches familiares Volvo en todo el mundo. Son pocas las firmas, si es que las hay, que se asocien tan fuertemente a este tipo de coche como lo hace Volvo.
1960: En 1959, Volvo revolucionó el mundo automotriz cuando introdujo el cinturón de seguridad de 3 puntos, inventado por la empresa Nlls Bohlln. Tan importante fue, que el cinturón de seguridad es una de las innovaciones más importantes y que más vidas ha salvado en la historia de la humanidad, y aún sigue siendo la base de seguridad de todo auto moderno. El primer premio de Volvo por la seguridad de sus vehículos llegó en 1962.En 1964 salió al mercado lo que sería uno de sus modelos más conocidos el P1800 fabricado en Jensen y luego en 1965 se empezó a producir en Gothenburg por ello se cambió su nombre a 1800S de Sweden.
1966: EI 140 fue el primer Volvo que presentó versiones sedán y camioneta, en 1966. Le siguieron el 240 y el 245, que es considerado como "la madre de todas las camionetas Volvo". Estos autos significaron también grandes avances en seguridad activa y pasiva y en el cuidado de emisiones contaminantes gracias a la introducción del convertidor catalítico, al grado de que el Volvo 240 llegó a ser el "auto más limpio jamás vendido en América".
1970: Los Volvo 140 y 240 supusieron en la historia de la marca un diseño atemporal que atrajo a clientes de todo el mundo durante décadas. Su atractivo, según la propia Volvo, reside en sus líneas sencillas que transmiten la idea de funcionalidad. Las versiones familiares de ambos modelos también resultaron un éxito, con lo que la tradición de Volvo en este campo se afianzó aún más.
1976: EL gobierno de Estados Unidos compra una flota de volvo 240 para realizar pruebas de choque, a partir de las cuales crear leyes para mejorar la seguridad en todos los autos vendidos en el país.
1980: Los 80's también fueron muy buenos para Volvo. Sus audaces diseños del 760 y 740 tuvieron bastante aceptación, pero la nueva serie 700 fue todo un éxito. Las cifras lo comprobaron posteriormente.
La capacidad de carga de los vehículos Volvo era muy buena gracias a su diseño "cuadrado", mientras que la competencia estaba "cortando las esquinas" de sus modelos.
1990: El Volvo 850 fue el proyecto industrial más grande de la historia de Volvo Car Corporation. Anunciaba el inicio de una nueva era. La seguridad, confiabilidad, funcionalidad y su preocupación por el medio ambiente eran ya conocidas en todo el mundo.
A ello se sumaba una gran capacidad dinámica de sus vehículos que paulatinamente cambiaría la imagen de Volvo durante los 90´s. El Volvo 850 ganó muchos premios por su nivel de tecnología, seguridad y diseño. La vagoneta deportiva 850 fue considerada en Italia, donde el buen diseño es un estilo de vida, como la "más bella del mundo".
1995: Se lanzan los modelos S40 y V40 en Europa, iniciando una nueva nomenclatura para los modelos Volvo.
1998: Se presenta el S80, siendo éste el vehículo más seguro en el mundo. Además de toda la nueva tecnología con la que contaba, este vehículo marca una nueva etapa en Volvo con la introducción de nuevos estilos de diseño que van a plasmarse en todos los futuros diseños de la marca. Igualmente para este año, Volvo Automóviles se independizó del grupo AB Volvo (que continúa fabricando camiones y autobuses) y fue adquirida por Ford.
2000 El grupo francés Renault cedió su división de vehículos pesados a AB Volvo a cambio de hacerse con el 15% del capital de la compañía sueca por 1.700 millones de euros.
2004: Volvo abre una factoría de camiones en la provincia china de Jinan, siendo el primer fabricante europeo de camiones que se instala en China.
2010 Volvo Cars es vendida en medio de la crisis del sector automotor, a la empresa china Geely Automobile y el grupo Renault vende su participación en AB Volvo.
2013: Volvo vende su división de alquiler de maquinaria, Volvo Construction Equipment Rents, al fondo de inversión Platinum Equity.
2021: Volvo firma una alianza con el fabricante de acero SSAB para desarrollar acero libre de combustibles fósiles, en el marco del proyecto HYBRIT.

## La marca

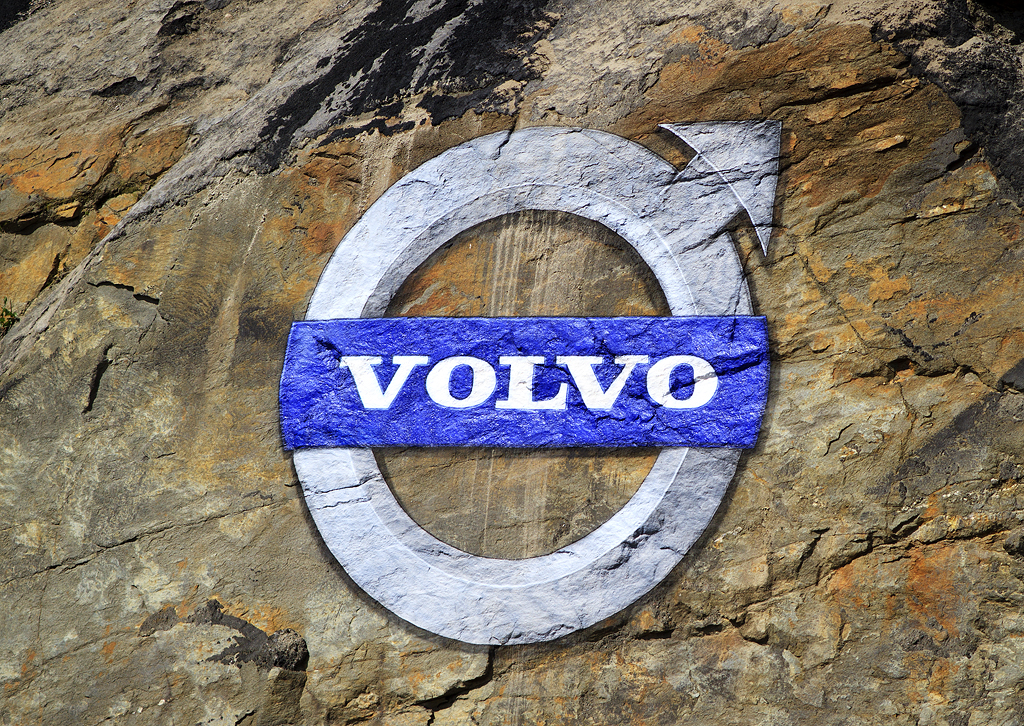
Logotipo de Volvo.

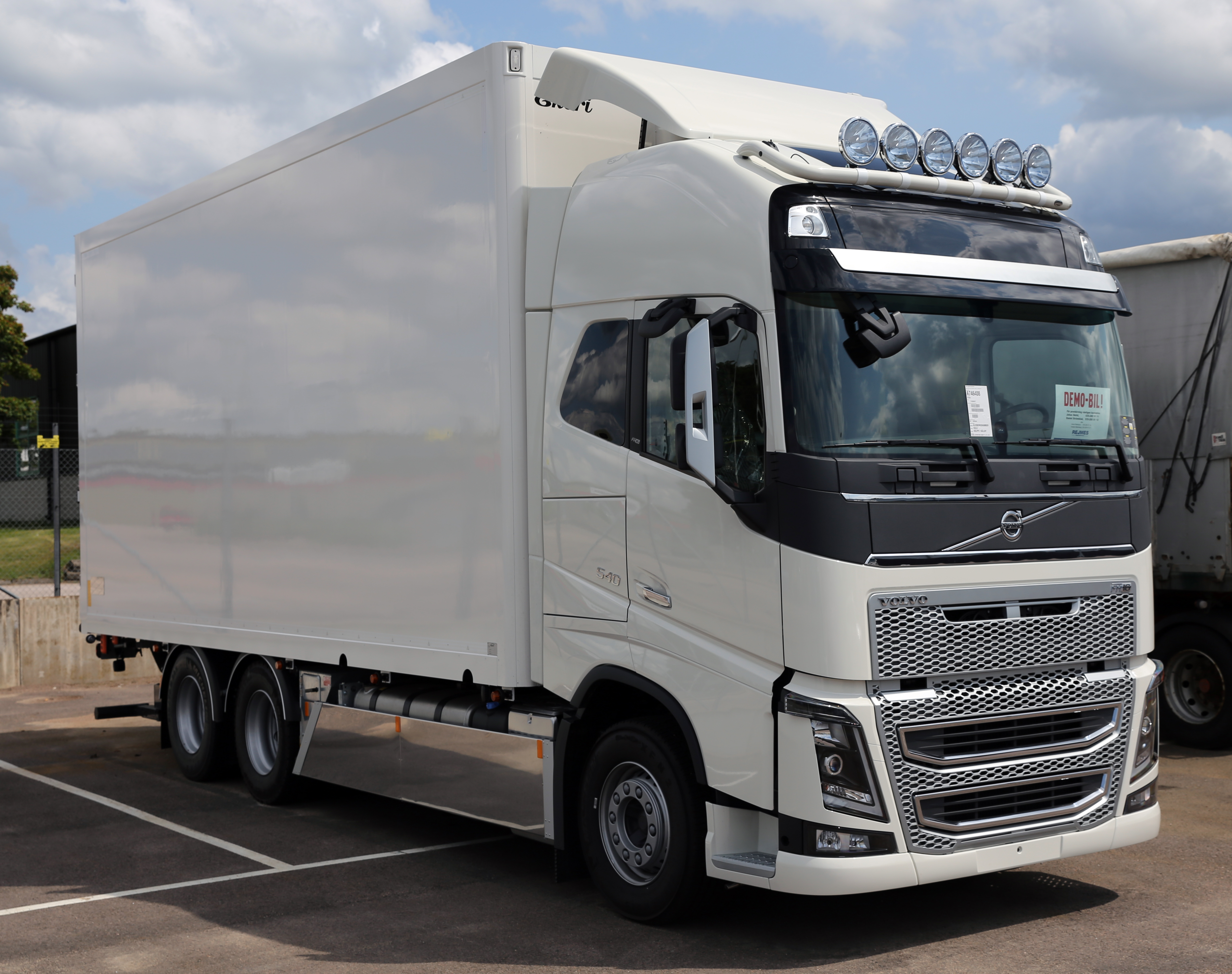
2013 Volvo FH16 540 demotruck

La marca Volvo fue registrada por SKF el 11 de mayo de 1915 para utilizarlo para una serie especial de rodamientos para el mercado estadounidense, pero nunca fue utilizado hasta la fundación de la fábrica de automóviles.
La dueña actual de los derechos de la marca es la empresa Volvo Trademark Holding AB. Esta compañía está integrada en partes iguales por Volvo Cars y AB Volvo.
La actividad principal de Volvo Trademark es la administración de las marcas de las dos empresas, lo que incluye las licencias para AB Volvo y Volvo Cars. El trabajo diario de la compañía es mantener el catálogo global de los registros de las marcas y actuar en caso de usos indebidos de la marca.

## Fábricas de AB Volvo en el mundo

### Volvo Trucks[15][16][17][18][19]
| Localización   | Ciudad           | Productos                                    | Comentarios | Empleados        |
| -------------- | ---------------- | -------------------------------------------- | --- | ---------------- |
| Suecia         | Göteborg         | Distribución mundial de componentes          | - Sede de Volvo AB - Centro internacional de investigación y desarrollo | 1.200            |
| Suecia         | Umeå             | Cabinas                                      | | 1.200            |
| Bélgica        | Gante            | Ensamblaje final                             | | 1.700            |
| Estados Unidos | New River Valley | Ensamblaje final                             | Mack Trucks | 1.200            |
| Brasil         | Curitiba         | - Ensamblaje final - Cabinas - Componentes   | | 1.800            |
| Irak           | Iskanderiyah     | Ensamblaje final                             | Mack Trucks | 100              |
| India          | Bangalore        | Ensamblaje final                             | | 190              |
| Australia      | Brisbane         | Ensamblaje final                             | | 500              |
| China          | Jinan            | Ensamblaje final                             | fábrica propiedad del estado chino, cesó la producción de camiones Volvo en 2004, ocupándola en su lugar su socio comerciel en China, la empresa China National Heavy Duty Truck           |                  |
| Tailandia      | Bangkok          | - Chasis - Cabinas - Componentes             | Planta compartida con Volvo Cars y Volvo Buses | 190              |
| Sudáfrica      | Durban           | Ensamblaje final de los modelos FH, FM y FMX | * Capacidad de producción: 10 camiones al día con capacidad para 2350 al año, 500 en 2013 de 380 iniciales - Extensión: 21.772 m², 7.422 m² bajo techo - Planta compartida con Volvo buses | 99, 67 operarios |
| Venezuela      | Valencia         | Fabricación                                  | Mack Trucks | 5000             |

### Renault Trucks[36]
| Localización | Ciudad              | Productos                                    | Comentarios            | Empleados                                                       |
| ------------ | ------------------- | -------------------------------------------- | ---------------------- | --------------------------------------------------------------- |
| Francia      | Lyon                | - Estampado - Piezas - Motores               | Centro de I+D+I        | 1.411 operarios + 4.134 técnicos en investigación y desarrollo. |
| Francia      | Blainville-sur-Orne | - Cabinas - Componentes - Ensamblaje final   | Renault Trucks         | 2.351                                                           |
| Francia      | Bourg-En-Bresse     | Camiones pesados                             | Renault Trucks         | 1.838                                                           |
| Francia      | Limoges             | - Serie Sherpa - Serie TRM - HIGUARD - Kerax | Renault Trucks Defence | 122                                                             |

### Volvo Buses
| Localización | Ciudad          | Productos                                             | Comentarios | Empleados        |
| ------------ | --------------- | ----------------------------------------------------- | --- | ---------------- |
| Suecia       | Säffle          |                                                       | Previsto su cierre para mediados de 2013                                                                                          |                  |
| Suecia       | Västra Götaland |                                                       | |                  |
| Finlandia    | Turku           | Carrocerías                                           | |                  |
| Polonia      | Breslavia       | Factoría compartida con Volvo Construction Equipement | | 1.550            |
| México       | Tultepec        | Autobuses Camiones Llantas Rieles Estampado           | Factoría compartida con Volvo Construction Equipement                                                                             | 1.300            |
| Brasil       | Curitiba        |                                                       | Compartida con Volvo Trucks | 1.800            |
| India        | Bangalore       | - Ensamblaje final - Componentes - Chasis             | Compartida con Volvo Trucks | 190              |
| China        | Shanghái        | - Ensamblaje final - Componentes - Chasis             | Autobuses fabricados en una Joint venture con SAIC Motor. Factoría compartida con Volvo Construction Equipement                   |                  |
| Tailandia    | Bangkok         |                                                       | Planta compartida con Volvo Cars y Volvo Trucks                                                                                   | 190              |
| Sudáfrica    | Durban          | Ensamblaje final                                      | * Capacidad de producción: 1.175 unidades al año - Extensión: 21.772 m², 7.422 m² bajo techo - Planta compartida con Volvo trucks | 99, 67 operarios |

Volvo poseía una fábrica de chasis en Perth, Australia, que fue adquirida por la empresa brasileña Marcopolo, renombrándola como Volgren Australia Pty. Limited. Por este motivo Volgren sigue ensamblando chasis de Volvo (entre otras marcas), recibiendo un pedido para el ensamblaje de 100 autobuses Volvo en 2002.

### Volvo Construction Equipement

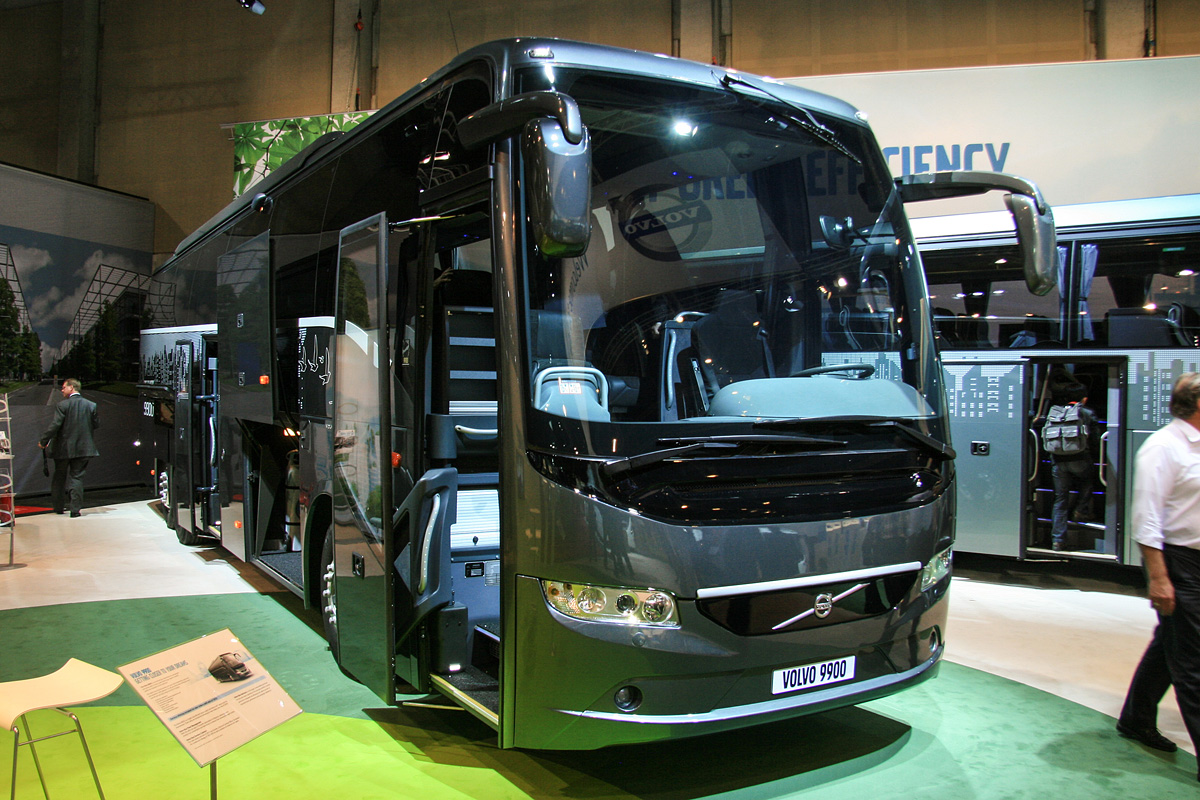
Volvo9900-UG-B11R-6x2-Busworld2013

### Nova Buses
| Localización   | Ciudad             | Productos | Comentarios | Empleados |
| -------------- | ------------------ | --------- | ----------- | --------- |
| Canadá         | Saint-Eustache     |           |             |           |
| Canadá         | St-François-du-Lac |           |             |           |
| Estados Unidos | Plattsburgh        |           |             |           |

### Volvo Construction Equipement[49]
| Localización   | Ciudad       | Productos | Comentarios                                        | Empleados |
| -------------- | ------------ | --- | -------------------------------------------------- | --------- |
| Suecia         | Braás        | Camión de volquete articulado                                                                                   |                                                    |           |
| Suecia         | Avrika       | Cargadoras de ruedas                                                                                            |                                                    |           |
| Suecia         | Hallsberg    | Cabinas |                                                    |           |
| Suecia         | Ekilstuna    | Motoniveladoras                                                                                                 |                                                    |           |
| Polonia        | Breslavia    | Retrocargadoras                                                                                                 | Factoría compartida con Volvo Buses                | 1.550     |
| Alemania       | Konz         | - Retrocargadoras - Excavadoras                                                                                 |                                                    |           |
| Alemania       | Hameln       | - Apisonadoras - Motoniveladoras - Fresadoras                                                                   |                                                    |           |
| Francia        | Belley       | Excavadoras |                                                    |           |
| Reino Unido    | Chepstow     | Palas cargadoras                                                                                                |                                                    |           |
| Estados Unidos | Shippensburg | - Volquetes articulados - Motoniveladoras - Retrocargadoras - Cargadoras de ruedas - Excavadoras - Apisonadoras |                                                    |           |
| Estados Unidos | Asheville    | - Cargadoras de ruedas - Excavadoras - Cabinas                                                                  |                                                    |           |
| México         | Tultepec     | Palas cargadoras Autobuses Camiones Cajas de Trailer Estampado Rieles Lámparas Llantas                          | Factoría compartida con Volvo Buses                |           |
| Brasil         | Pederneiras  | - Volquetes articulados - Motoniveladoras - Retrocargadoras - Cargadoras de ruedas - Excavadoras - Apisonadoras |                                                    |           |
| India          | Bangalore    | - Motoniveladoras - Apisonadoras                                                                                | Factoría compartida con Volvo Trucks y Volvo Buses | 190       |
| China          | Shanghái     | Excavadoras | Factoría compartida con Volvo Buses                |           |
| China          | Jinan        | - Retrocargadoras - Cargadoras de ruedas - Excavadoras - Apisonadoras                                           |                                                    |           |
| China          | Linyi        | - Retrocargadoras - Cargadoras de ruedas - Excavadoras - Apisonadoras                                           |                                                    |           |
| Corea del Sur  | Changwong    | Excavadoras |                                                    |           |

## Plataformas carrozables

### Disponibles para Europa, Asia, África y Oceanía
- Autobuses urbanos: B-7R, B-7R/LE, B-9L, B-9LA, B-9TL, B-12B/LE.
- Autocares: B-7R, B-9R, B-12B.
- Plataformas discontinuadas: B-58, B-6F, B-7L, B-10B, B-10M, B-12.

### Disponibles para América Latina
- Autobuses urbanos: B-7R, B-7R/LE, B-9SALF, B-12M, B-12MA, B-12M Biarticulado.
- Autobuses para sistemas BRT: B-7R, B-9R, B-12R.
- Plataformas Descontinuadas: B-88, B-6F, B-58, B-58E, B-10M, B-10R, B-12, B-12B.